# Paul Miki

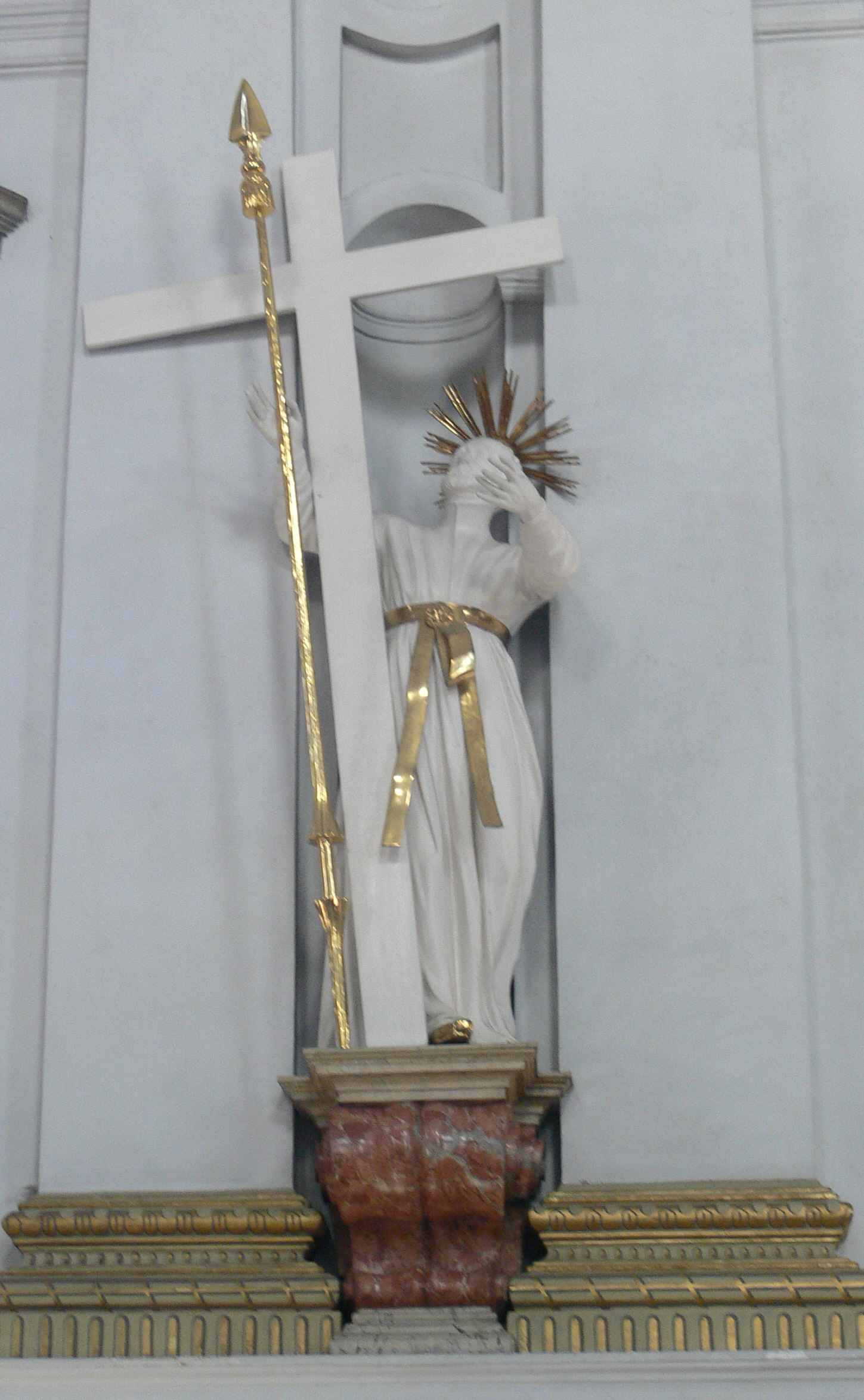
Barocke Darstellung des hl. Paul Miki in der Kirche St. Martin, Bamberg

Paul Miki (jap. パウロ三木 Pauro Miki; * um 1565 in Kyōto; † 5. Februar 1597 in Nagasaki) war ein japanischer katholischer Missionar, Jesuit und Märtyrer. In der katholischen Kirche ist er einer der Schutzheiligen Japans.

## Leben
Paul Miki, ein Jesuit, hatte Anteil an der Verbreitung des christlichen Glaubens in Japan im Anschluss an Franz Xaver. Er trat mit 22 Jahren in den Orden ein und gehörte zu den Einheimischen, die von den Jesuiten für die Missionierung in Japan vorbereitet wurden. Ab 1587 wurden die ersten Christen verfolgt.
Der damalige Herrscher Japans war Toyotomi Hideyoshi. Er selbst glaubte an Buddhismus und Shintō, aber er war zunächst gegenüber dem Christentum tolerant. Die religiöse Toleranz war zunächst sogar Teil seiner Politik. Er erwartete, dass die Toleranz gegenüber dem Christentum dem ausländischen Handel förderlich sein könnte. Nachdem er Kyūshū besucht hatte, wo damals viele Christen lebten, veränderte er jedoch seine religiöse Politik 1587 und verbot den christlichen Glauben. Allerdings wurden zunächst keine Christen verfolgt und die Orden konnten weiter aktiv sein. Der Blick des Shoguns auf die nahen Philippinen und die Furcht vor der Verbindung des Christentums mit der europäischen Kolonialpolitik waren mit ein Grund, dass Hideyoshi 1596 wieder ein Verbot gegen das Christentum verfasste.

## Kreuzigung in Nagasaki
Paul Miki wurde in Osaka im Dezember 1596 gemeinsam mit anderen Christen ergriffen. Alle waren Franziskaner und Jesuiten oder gehörten zum Dritten Orden des hl. Franziskus. Zuerst wurden sie nach Kyōto gebracht. Am 10. Januar ordnete Hideyoshi die Hinrichtung der 24 Christen in Nagasaki an. Es waren Japaner, Spanier, Mexikaner und Portugiesen. Sie mussten im Winter zu Fuß und ohne Schuhe von Kyoto nach Nagasaki gehen. Am Wege nach Nagasaki wurden weitere zwei Männer verhaftet, da sie mit ihnen gegangen waren. Es waren auch mehrere Jugendliche unter den Verhafteten. Von einem Dreizehnjährigen, den der Gouverneur mit dem Versprechen großer Ehren von seinem Glauben abbringen wollte, ist der Satz überliefert: „Die Freuden und Ehren des Lebens sind nur Schaum auf dem Wasser, wie der Morgentau auf den Gräsern. Die Freuden und Ehren des Himmels dagegen sind unvergänglich.“
In Nagasaki wurde ihnen von einem Jesuiten die Beichte abgenommen. Am Tag der Hinrichtung bestand eine Ausgangssperre, trotzdem kamen etwa 4000 Leute zum Ort der Hinrichtung. Am 5. Februar um 10 Uhr wurden sie in Nagasaki gekreuzigt und gelten als die ersten christlichen Märtyrer in Japan. Papst Urban VIII. sprach Paul Miki und seine Gefährten 1627 selig. 1862, nach der Wiederzulassung des Bekenntnisses zur katholischen Kirche in Japan, sprach  Papst Pius IX. die Märtyrer von Nagasaki heilig.

## Gedenktag
- Katholisch, 6. Februar – gebotener Gedenktag des hl. Paul Miki und Gefährten im Allgemeinen Römischen Kalender
- Anglikanisch, 6. Februar – Gedenktag der Märtyrer von Nagasaki

## Sonstiges
Paul Takashi Nagai, als Heiliger von Urakami in die Geschichte eingegangener Überlebender des Atombombenabwurfs auf Nagasaki und Autor des Werks Die Glocken von Nagasaki, gab sich bei seiner Konversion zum Katholizismus den Taufnamen „Paul“ in Anlehnung an Paul Miki.